# Platytomus laevistriatus
Platytomus laevistriatus är en skalbaggsart som beskrevs av Jean Pierre Omer Anne Édouard Perris 1869. Platytomus laevistriatus ingår i släktet Platytomus och familjen Aphodiidae. Inga underarter finns listade i Catalogue of Life.